# Platano di Vrisi
Il Platano Orientale Millenario Monumentale, meglio conosciuto come Platano di Vrisi o Platano gigante di Curinga, è un albero monumentale situato in località Vrisi nel comune di Curinga.
Il suo fusto, quasi totalmente cavo alla base e largo più di tre metri, può ospitare tranquillamente una decina di persone. Con una circonferenza di 14,75 metri e un’altezza di 31,5, risulta il platano più imponente del Paese, oltre a essere il più longevo.

## Storia
È iscritto nella lista degli alberi monumentali della Calabria e nel 2021 si è aggiudicato il secondo posto al concorso europeo Tree Of The Year.
In un bosco, situato sulle basse montagne del comune di Curinga, esiste un platano di eccezionali dimensioni, la cui circonferenza alla base è di 20 metri, accessibile attraverso un apposito sentiero. Per quanto concerne l’età dell'albero alcuni botanici hanno stabilito che ha oltre 1000 anni di vita.
Fu probabilmente uno dei monaci Basiliani a costruire il vicino Eremo di Sant'Elia nel XI secolo, ad inserire nel fertile terreno la pianticella che sarebbe poi diventata l'attuale colosso naturale.
Se si considera che l'albero più grande d’Italia, il Castagno dei Cento Cavalli di Sant'Alfio in Sicilia misura 22 metri, si può affermare che «questo platano» è, per dimensioni del tronco, ai primissimi posti nella classifica dei giganti vegetali della Penisola.Infatti nell'antichità venivano riposte al suo interno ben 100 pecore
Questo platano orientale originario dell’Armenia viene definito dai suoi compaesani Il Gigante di Curinga.
La leggenda vuole che il Gigante in questione sia stato piantato più di mille anni fa da un monaco basiliano sulle ripide sponde di un ruscello proprio quando, a Curinga (CZ), fu costruito l’eremo di Sant’Elia, un altro monumento capace di rendere misterioso e affascinante questo luogo.
E fu, probabilmente, il profumo di sacralità a difendere questo albero, dandogli la possibilità di crescere meravigliosamente maestoso.
È stato oggetto di svariate analisi: è stato, infatti, misurato scientificamente in arrampicata dall’agronomo Andrea Maroè, esperto italiano di grandi alberi e direttore scientifico della Giant Trees Foundation, onlus che cerca, studia e difende questi esemplari a livello nazionale e internazionale e organizza il concorso Italian Tree of the Year, vinto nel 2020 dal Gigante di Curinga. Il platano calabrese ha guadagnato il secondo posto al contest European Tree of the Year, che il 17 marzo 2021 ha assegnato il titolo alla millenaria Carrasca di Lecina, in Spagna.